# Рокинівська селищна рада
Роки́нівська се́лищна ра́да — колишня адміністративно-територіальна одиниця та орган місцевого самоврядування в Луцькому районі Волинської області. Адміністративний центр — селище міського типу Рокині.
Припинила існування 21 грудня 2016 року через об'єднання в Княгининівську сільську громаду Волинської області. Натомість утворено Рокинівський старостинський округ при Княгининівській сільській громаді.

## Загальні відомості
Рокинівська селищна рада утворена в 1989 році.
- Територія ради: 25,65 км²
- Населення ради: 1 762 особи (станом на 2001 рік)
- Територією ради протікають річка Стир, Серна

## Населені пункти
Селищній раді підпорядковані населені пункти:
- смт Рокині
- с. Брище

## Склад ради
Рада складається з 16 депутатів та голови.
- Голова ради:

### Керівний склад попередніх скликань
| Прізвище, ім'я, по батькові | Основні відомості                                                         | Дата обрання | Дата звільнення |
| --------------------------- | ------------------------------------------------------------------------- | ------------ | --------------- |
| Піскар Марія Миколаївна     | Селищний голова, 1957 року народження, Політична партія «Трудова Україна» | 26.03.2006   | 31.10.2010      |

Примітка: таблиця складена за даними сайту Верховної Ради України

### Депутати
За результатами місцевих виборів 2010 року депутатами ради стали:

#### За суб'єктами висування
| Суб'єкт висування | Кількість обраних депутатів | %   |
| ----------------- | --------------------------- | --- |
| Самовисування     | 16                          | 100 |

#### За округами
| № округу | Прізвище, ім'я, по батькові      | Дата визнання обраним | Освіта  | Партійна приналежність | Відомості про обраного депутата                                                                      |
| -------- | -------------------------------- | --------------------- | ------- | ---------------------- | --- |
| 1        | Янко Надія Яківна                | 02.11.2010            | вища    | позапартійна           | Рокинівська селищна рада, секретар                                                                   |
| 2        | Михалевич Світлана Миколаївна    | 02.11.2010            | середня | позапартійна           | Рокинівська селищна рада, землевпорядник                                                             |
| 3        | Озірська Надія Василівна         | 02.11.2010            | середня | позапартійна           | ДПДГ «Рокині», робітниця                                                                             |
| 4        | Парафенюк Людмила Володимирівна  | 02.11.2010            | середня | позапартійна           | Рокинівська селищна рада, бухгалтер                                                                  |
| 5        | Пахольчук Валентина Миколаївна   | 02.11.2010            | середня | позапартійна           | Волинський інститут агропромислового виробництва, лаборант                                           |
| 6        | Таранюк Валерій Святославович    | 02.11.2010            | середня | позапартійний          | тимчасово не працює                                                                                  |
| 7        | Свищевський Павло Северинович    | 02.11.2010            | середня | позапартійний          | ДПДГ «Рокині», головний інженер                                                                      |
| 8        | Скуратівський Валерій Васильович | 02.11.2010            | вища    | позапартійний          | Волинське лінійно-виробниче управління магістральних газопроводів, оператор газорозподільчої станції |
| 9        | Борович Володимир Євгенович      | 02.11.2010            | вища    | позапартійний          | ВАТ «Луцьксантехмонтаж» № 536, начальник дільниці                                                    |
| 10       | Дуць Степан Зіновійович          | 02.11.2010            | середня | позапартійний          | підприємець малого бізнесу                                                                           |
| 11       | Макогон Андрій Павлович          | 02.11.2010            | середня | позапартійний          | ВАТ «Луцьксантехмонтаж», інженер-будівельник                                                         |
| 12       | Мазорук Наталія Олексіївна       | 15.11.2010            | вища    | позапартійна           | тимчасово не працює                                                                                  |
| 13       | Луцюк Андрій Михайлович          | 02.11.2010            | вища    | позапартійний          | тимчасово не працює                                                                                  |
| 14       | Бондарук Олександр Вікторович    | 02.11.2010            | вища    | позапартійний          | Апеляційний суд Волинської області, судовий розпорядник                                              |
| 15       | Харчук Віталій Васильович        | 02.11.2010            | середня | позапартійний          | підприємець                                                                                          |
| 16       | Шищиц Руслана Сергіївна          | 04.11.2010            | середня | позапартійна           | тимчасово не працює                                                                                  |

## Населення
Згідно з переписом УРСР 1989 року чисельність наявного населення сільської ради становила 1514 осіб, з яких 720 чоловіків та 794 жінки.